# エイジアン・ダブ・ファウンデーション
エイジアン・ダブ・ファウンデイション（Asian Dub Foundation）は、イギリス出身のエレクトロニカ/ダンス系音楽グループである。在英のインド・バングラデシュ系のメンバーによって構成されている。略称は「ADF」。

## 概要
エスニックなアジア音楽を取り入れたブレイクビーツに乗せて、辛らつな社会風刺や政治批判のメッセージを発信するスタイルを持つ。ダブを基調としつつ、バングラビートやジャングル、レゲエにドラムンベース、さらにパンク・ロックまで幅広い音楽性をクロスオーバーさせた「無国籍」なサウンドは、しばしば「ミクスチャー・ダブ」などという言葉で語られることになる。幾度かのメンバー交代を繰り返しながら、目立った停滞期もなくコンスタントに活動しており、また、フジロックフェスティバルへたびたび参加する常連として日本での人気は高い。

## 来歴
ロンドンを基盤とする「コミュニティ・ミュージック」という民間団体（ストリートの若者に音楽の実践的な技術を教える民間教育機関）に所属し、音楽教師を務めていたベーシストのドクター・ダスを中心に、在英インド/バングラデシュ系コミュニティに育った、パンディットG、ディーダー、サンJ、チャンドラソニックにより1993年にグループを結成。人種差別反対運動のイベントなどでライブを行い、活動を始めた。
1995年、デビュー・アルバム『ファクツ・アンド・フィクションズ』をリリース。ブリット・ポップ・ブームに沸く本国イギリスではブームにそぐわない音楽として低い評価しか得られなかったものの、フランスをはじめとするヨーロッパ各地では好意的に受け入れられた。
イギリスを離れ、そのフランスのレーベルからセカンド・アルバム『R.A.F.I』が1997年にリリースされた。同年、ロンドンのレコード会社と契約し、『R.A.F.I』に再録音と新曲を加えた形の新装版セカンド・アルバム『RAFI'S リヴェンジ』を発売。その後、プライマル・スクリームのツアーでフロントアクトに抜擢され、プライマルのボビー・ギレスピーをして「ADFはイギリスで一番のライブ・バンドだ」と絶賛され、一躍注目の存在となる。
翌年のフジロックフェスティバルへの参加で初来日を果たし、その直後にはビースティ・ボーイズのツアーにも随行するなど、精力的に活動しながら徐々に人気を集めていった。
そして1999年、サード・アルバム『コミュニティ・ミュージック』を発表。イギリスの社会を激しく風刺したシングル「リアル・グレイト・ブリテン」がスマッシュ・ヒットを記録し、アルバムは自己最高の全英20位にチャート・イン。各方面から絶賛された本作によってその人気を確立する。前後してドラマーにロッキー・シンとドール（伝統的パンジャビ楽器)奏者のプリトパル・ラジプットが加入。
結成時からバンドの顔的存在だったディーダーが充電と社会活動専念のために脱退を表明した2001年、ADFは二人のMC(アクターベイターとスペックス)を加えて編成をツインボーカルに変更。その年のフジロックフェスティバルに出演すると早速4枚目のアルバムのレコーディングを開始。
2003年、ヨーロッパ社会の暗部、9.11以降の切迫した世界情勢などがテーマとなった『エネミー・オブ・ジ・エネミー』を発表。この作品は、ヒットシングルの「フォートレス・ヨーロッパ」に代表されるように陰鬱重厚で苛烈なハードコア・レイブともいえるこれまでにない攻撃的な仕上がりとなり、バンド最大のセールスを記録した。また、アルバムと同名タイトルの「エネミー・オブ・ジ・エネミー」にはレディオヘッドのギタリストであるエド・オブライエンがゲスト参加している。その関係もあり、同年のレディオヘッドのヨーロッパ・ツアーにおいて彼らのサポートを務める。
2004年、アクターベイターとロッキー・シンがバンドを離脱し、前作からゲスト参加していたゲットー・プリーストが正式加入、またロード・キモも加入し、ボーカル編成は3MC体制へと移行する（On-Uサウンドにおけるコラボレーターのプリーストを加えたことでボーカルに柔軟性と幅が出るようになったといわれる）。
デビューから10年の節目迎えた2005年、よりヒップホップに接近しエレクトロニックな方向性を選択した5作目『TANK』をリリース。ストイックなイメージが強かった前作に比べて、ある意味バンド史上もっとも「ポップ」な作品となった。同年、恒例となったフジロックフェスティバルへ出演。そして、バンド結成の中心人物であるドクター・ダスが「コミュニティ・ミュージック」の運営・教育活動に専念するという理由から勇退を発表し、後任のベーシストには、新バンドリーダーとなったチャンドラソニックの実弟であるマーティンが加入した。
2007年、これまでの歩みを総括したベスト盤『TIME FREEZE 1995/2007 -THE BEST OF ASIAN DUB FOUNDATION-』を発売。その夏にスペックスとロード・キモの2人のMCの脱退が明かされたが、替わりにアクターベイターの復帰と新ボーカリストとしてアル・ラムジェンのメンバー入りが発表された。ちなみに、このアルバムに収録された新曲には脱退したかつてのフロントマン、ディーダーが参加している。そのため彼のメンバー復帰も噂されたが、今のところ正式なアナウンスはなされておらず、ディーダーは翌2008年にソロ・アルバムを発表している。
2008年春、通算6枚目のスタジオ・アルバム『パンカラ』を日本大幅先行発売にて発表。パンクとバングラを掛け合わせた造語のアルバムタイトル通りこれまでで最もロック色/パンク色が強い仕上がりで、生演奏に重点をおいたギターサウンドや民族楽器によるエキゾチックなアレンジが全面に出つつ、ストゥージズの代表曲である「No Fun」のカバーをイギー・ポップ本人のゲスト参加によって実現させるなど「歌」要素の比重も増しており、これまで以上にハイテンションで多彩な顔を持つダンス・アルバムとなった。アルバムのリリース前にゲットー・プリーストがバンドを離れ、ソロ・アーティストとしての活動に再び専念することが明らかになった。
同年、このアルバム・リリースにともなう3年ぶりの来日公演では、ザ・ブルー・ハーブをサポートに起用して行われ、そして恒例のフジロックへの出場も果たした。

## メンバー
- チャンドラソニック：Steve Chandra Savale (aka Chandrasonic) - ギター ※バンドリーダー
- サンJ：Sanjay Tailor - プログラミング
- バンディットG：John Pandit (aka Pandit G)　- ターンテーブル
- プリトパル・ラジプット：Prithpal Rajput (aka Cyber)　- ドール、ドラム
- アクターベイター：Aktarv8r - ボーカル、MC（2004-2007年は一時離脱）
- アル ラムジェン：Al Rumjen - ボーカル、MC
- マーティン：Martin Savale(aka Babu Stormz) - ベース

### 旧メンバー
- ディーダー・ザマン：Deeder Zaman　-　ボーカル、MC
- ロッキー・シン：Rocky Singh　-　ドラム
- ドクター・ダス：Dr Das　-　ベース
- スペックス：MC Spex　-　ボーカル、MC
- ロード・キモ： MC Lord Kimo　-　ボーカル、MC
- ゲットー・プリースト：Ghetto Priest　-　ボーカル、MC

## ディスコグラフィ

### スタジオ・アルバム
- 『ファクツ・アンド・フィクションズ』 - Facts and Fictions (1995年)
- 『RAFI'S リヴェンジ』 - Rafi's Revenge (1998年)
- 『コミュニティ・ミュージック』 - Community Music (2000年) UK #20
- 『エネミー・オブ・ジ・エネミー』 - Enemy of the Enemy (2003年)
- 『TANK』 - Tank (2005年)
- 『パンカラ』 - Punkara (2008年)
- 『ア・ヒストリー・オブ・ナウ』 - A History of Now (2011年)
- More Signal More Noise (2015年)
- 『アクセス・ディナイド』 - Access Denied (2020年)[1]

### ライブ・アルバム
- 『コンシャス・パーティー』 - Conscious Party (1998年) ※オリジナルはフランス限定リリース
- 『“KEEP BANGIN'ON THE WALLS”-ADF LIVE TOUR 2003-』 - Live: Keep Bangin' on the Walls (2003年) ※アンシェンヌ・ベルギーでのライブ

### コンピレーション & 別ミックス・アルバム
- 『R.A.F.I』 - R.A.F.I (1997年) ※オリジナルはフランス限定リリース。『RAFI'S リヴェンジ』の原型
- 『フロントライン 1993-97』 - Frontline 1993-97: rarities and remixes (2001年)
- 『TIME FREEZE 1995/2007 -THE BEST OF ASIAN DUB FOUNDATION-』 - Time Freeze: The Best of Asian Dub Foundation (2007年)
- 『ザ・シグナル・アンド・ザ・ノイズ』 - The Signal and the Noise (2013年) ※オリジナルは日本限定リリース。『More Signal More Noise』の原型
- More Signal More Noise: The Remixes (2015年)

### 映像作品
- 『LIVE TOUR 2003 KEEP BANGIN'ON THE WALLS』 - Asian Dub Foundation Live Tour 2003: Keep Bangin' On The Walls (2003年)